# ماشین مشتی ممدلی (ترانه)
ماشین مشتی ممدلی یک ترانه فولکلور ایرانی است.
هرچند که از مضمون ابیات این شعر (که توسط غلامرضا روحانی سروده شده‌است)، برمیاید که در مورد نوعی وسیله نقلیه عمومی که راننده و بلیت فروش داشته، سروده شده‌است. این وسیله متعلق به محمد علی رحیمی جعفری بوده، که یکی از اولین دارندگان تصدیق رانندگی و خودرو در تهران قدیم محسوب میشده. 

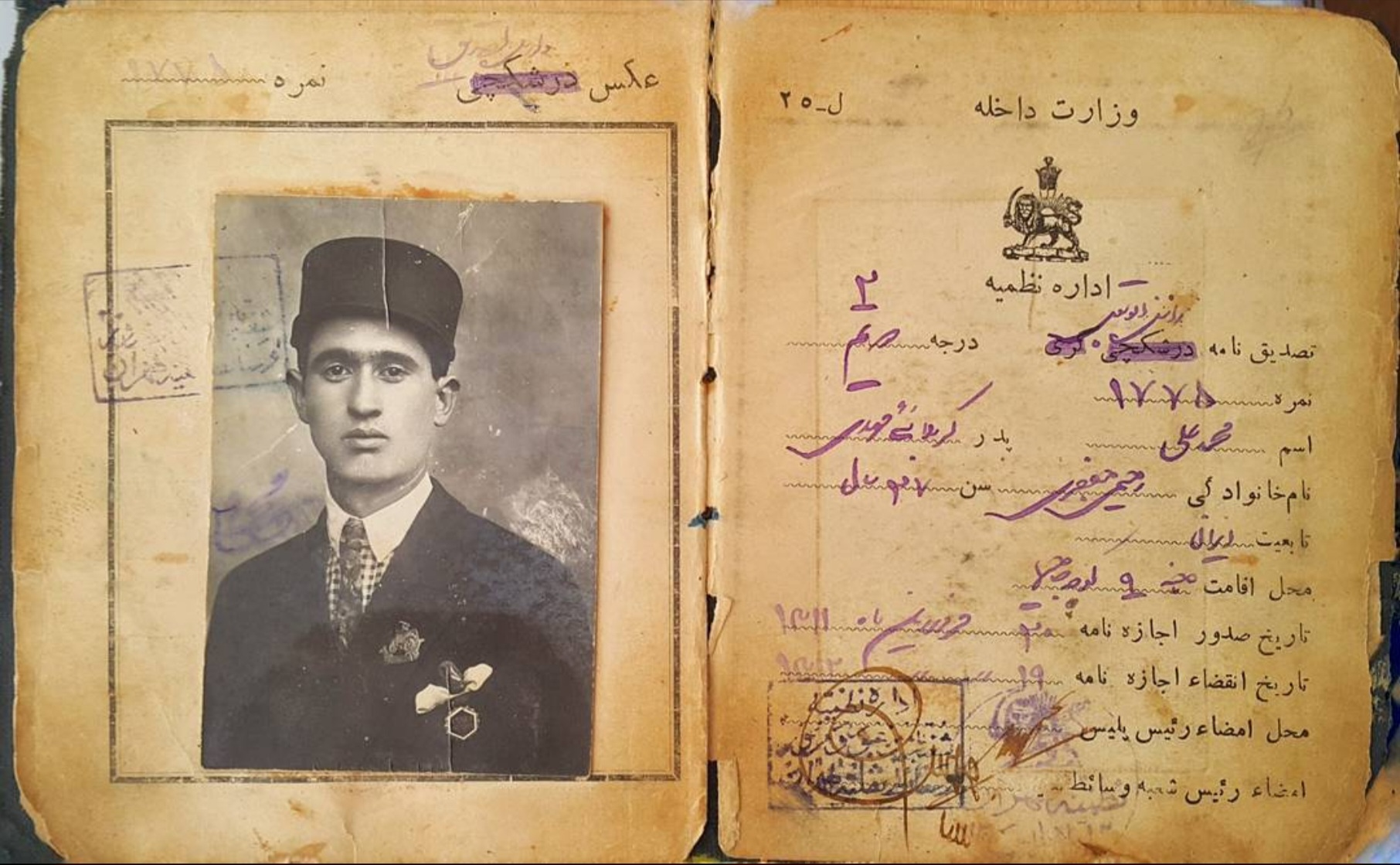
A 1934 Iranian driver's lisence, belonging to Mohammad Ali Rahimijafari who is famous for a folklore.

از آن روزگار این ماشین نماد اتومبیل‌های قراضه‌ای شده که هنوز از آن‌ها استفاده می‌شود و بعدها فیلمی نیز به نام ماشین مشتی ممدلی ساخته‌شد.

## ترانه
معروف‌ترین ترانه ماشین مشدی ممدلی سرودهٔ غلامرضا روحانی است که توسط جواد بدیع‌زاده خوانده شده‌است.
متن ترانه:	
ماشین مشدی ممدلی، ارزون و بی‌معطلی
این اتولی که من میگم، فورد قدیم لاریه
رفتن توی این اتول، باعث شرمساریه
نه بابِ کورس شهریه، نه قابل سواریه
بار کشیده بسکی از، قزوین و رشت و انزلی
ماشین مشدی ممدلی، ارزون و بی‌معطلی
ماشین مشدی ممدلی، صندلیاش فنر داره
بلیت‌فروش مشدی و، شوفُر بی هنر داره
بهر مسافرینِ خود، زحمت و دردسر داره
رفتن با اتول بود، باعث کوری و شلی
ماشین مشدی ممدلی، ارزون و بی‌معطلی
مسافر از بوی اتول، تا می‌شینه کسل می‌شه
از متلک شنیدن و، بورشدن خجل می‌شه
بسکی فشار میاد به او، دچار دردِ دل می‌شه
پاره شود لباس اگر، گیر کند به صندلی
ماشین مشدی ممدلی، ارزون و بی‌معطلی
این اتولی که از قفس، تنگ‌تر و کوچیک‌تره
جای چهل مسافر، گنده و چاق و لاغره
شوفره بس که ناشیه، اتول همیشه پنچره
راه نرفته درمی‌ره، لاستیکِ چرخِ اوّلی
ماشین مشدی ممدلی، ارزون و بی‌معطلی
این اتولِ شکسته از، سیستم قدیمیه
تایر اون قراضه و، پیستون اون لحیمیه
شوفره دائماً پیِ، لوده‌گری و لیمیه
سربالایی نمی‌کشه، مگر با خیلی معطلی
ماشین مشدی ممدلی، ارزون و بی‌معطلی
بس که ماشالا محکمه، راه نرفته پنچره
از حلبی شکسته‌ها، ساخته مبل و صندلی
ماشین مشدی ممدلی، ارزون و بی‌معطلی

## کاربرد در دیگر سروده‌ها
نمونه:
در سال ۱۳۲۶ خورشیدی که تنها چند سالی از آغاز کار رادیو در ایران می‌گذشت دو ماشین استیشن که راننده یکی آقای شادرام و دیگری آقای ناصری بودند این دو خودرو فرسوده را در جهت جابجایی اعضای ارکستر یا سایر کارمندان رادیو استفاده می‌کردند.
اسماعیل نواب صفا، از شاعران و ترانه سرایان آن دوره در خصوص این ماشین‌ها در نشریه توفیق سروده بودند:
روز گذشته پی انجام کار / در اتل رادیو گشتم سوار
این اتل بی هنر پیچ پیچ / پیچ نمی‌خورد سر پیچ هیچ
بود چنان ماشین مش ممدلی / نه فنری داشت نه سر هندلی
گر که ورا شکل فریبنده بود / بی‌خبر از ترمز و از دنده بود
دراثر لق شدن دنده‌هاش / موقع خود دنده نمی‌رفت جاش
جان تو می‌رفت به‌هر یک وجب / جند وجب نیز بسوی عقب
تق و تق و لق و لق آن صندلی / بود چنان نغمهٔ عبدالعلی
راستی این بوق صدایش قویست؟ / یا که نوازنده آن خادیست
بود در آن نعش‌کش بی‌نظیر / بیست نفر ساززن و ضرب‌گیر
می‌رود این شادرام بی‌گناه / از سر شب تا به سحرگاه راه
شادارم از بسکه اتل برده‌است
هیکل او زارتر از مرده است
----
ماشین مشتی ممدلی نه بوق داره نه صندلی 